# Clyde Emrich
Clyde Bryan Emrich (* 6. April 1931 in Chicago; † 10. November 2021 in Lake Forest, Illinois) war ein US-amerikanischer Gewichtheber.

## Werdegang
Emrich wuchs in Pittsburgh als Sohn eines deutschstämmigen Vaters und einer frankokanadischen Mutter auf. Als Kind spielte er zusammen mit den Jungen aus der Nachbarschaft Baseball, Football, rang im Schulteam und begann mit selbstgebauten Hanteln Bodybuilding und Gewichtheben zu üben. Mit 15 Jahren widmete er sich ernsthaft dem Training des Gewichthebens. Seine ersten Anleitungen dazu entnahm er der Kraftsportzeitschrift Strength & Health. Später arbeitete er nach Plänen von Norbert Schemansky und trainierte in einem YMCA-Club in Chicago. 1952 qualifizierte er sich für die Olympischen Spiele in Helsinki. Dort wurde er mit 397,5 kg im olympischen Dreikampf Achter. 1953 verbrachte er zusammen mit Thomas Kono seine Militärzeit in Deutschland und zeigte dabei bei mehreren Starts u. a. in Mannheim und Ludwigshafen am Rhein sein Können. Allerdings konnte er im Gegensatz zu dem prominenten Olympiasieger Kono nicht an den US-Meisterschaften und Weltmeisterschaften des Jahres 1953 teilnehmen. 1954 und 1955 gewann er bei den Weltmeisterschaften jeweils Medaillen. 1957 gelang ihm ein Weltrekord im beidarmigen Stoßen. Mit 409 lbs. (185 kg) übertraf er dabei die für amerikanische Gewichtheber magische Grenze von 400 lbs. In den folgenden Jahren war er häufig verletzt oder er bekam keinen Urlaub, so dass er zu keinen weiteren Starts bei Olympischen Spielen oder Weltmeisterschaften kam, obwohl er bis 1966 Jahr für Jahr noch gute Leistungen erzielte.
Nach Beendigung seiner aktiven Laufbahn widmete er sich in YMCA-Clubs als Trainer 24 Jahre lang der Jugend, trainierte aber u. a. auch die Spieler des Footballteams Chicago Bears.

### Internationale Erfolge
(OS = Olympische Spiele, WM = Weltmeisterschaften, Ls = Leichtschwergewicht, Ms = Mittelschwergewicht)
- 1952, 8. Platz, OS in Helsinki, Ls, mit 397,5 kg, Sieger: Trofim Lomakin, UdSSR, 417,5, vor Stanley Stanczyk, USA, 415 kg;
- 1954, 3. Platz, WM in Wien, Ms, mit 427,5 kg, hinter Arkadi Worobjow, UdSSR, 460 kg und Dave Sheppard, USA, 440 kg;
- 1955, 2. Platz, WM in München, Ms, mit 427,5 kg, hinter Worobjow, 455 kg und vor Hassan Rhanavardi, Iran, 425 kg;
- 1959, 1. Platz, PanAm Games in Chicago, Ms, mit 427,5 kg, vor La Guerre, Haiti und Williams, Guayana

### Nationale Erfolge
(ohne Bezeichnung = USA-Meisterschaft)
- 1951, 2. Platz, Ls, mit 382,5 kg, hinter Stanczyk, 402,5 kg,
- 1952, 1. Platz, Ls, mit 392,5 kg, vor Dave Sheppard, 390 kg,
- 1954, 2. Platz, Ms, mit 415 kg, hinter Sheppard, 442,5 kg,
- 1955, 2. Platz, Ms, mit 427,5 kg, hinter Sheppard, 437,5 kg,
- 1956, 1. Platz, Ms, mit 432,5 kg, vor Stanczyk, 432,5 kg,
- 1956, 2. Platz, Olympia-Trials, Ms, mit 440 kg, hinter Sheppard, 455 kg,
- 1957, 1. Platz, Ms, mit 412,5 kg, vor Ash, 405 kg,
- 1959, 1. Platz, mit 427,5 kg, vor Joe Pulskamp, 425 kg und Ash, 407,5 kg,
- 1961, 1. Platz, Central-amerik. AAU-Meistersch., Ms, mit 455 kg,
- 1963, 1. Platz, Central-amerik. AAU-Meistersch., Ms, mit 455 kg,
- 1963, 3. Platz, mit 422,5 kg, hinter Bill March, 452,5 kg und Ken Rose, 432,5 kg,
- 1964, 2. Platz, Ms, mit 445 kg, hinter March, 455 kg und vor John Gourgott, 442,5 kg,
- 1965, 1. Platz, Central-amerik. AAU-Meistersch., Ms, mit 437,5 kg,
- 1966, 1. Platz, Central-amerik. AAU-Meistersch., Ms, mit 435 kg

### Weltrekorde
im beidarmigen Stoßen:
- 183,5 kg, 1965 in Los Angeles, Ms,
- 185 kg, 1957 in Chicago, Ms